# Fiestas de la Merced

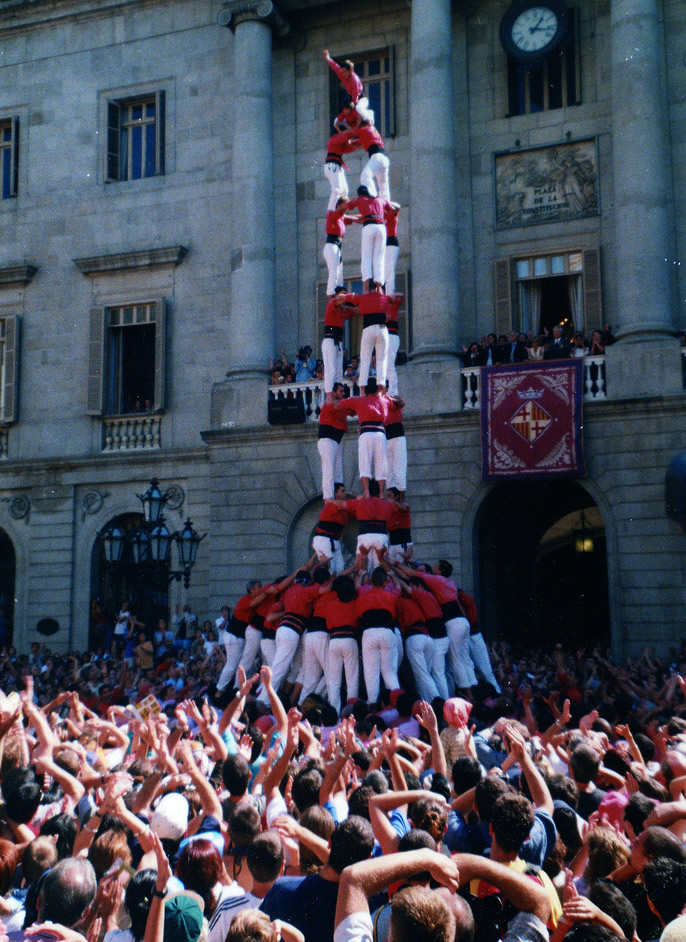
Castellers de Barcelona en la plaza de San Jaime en 2001

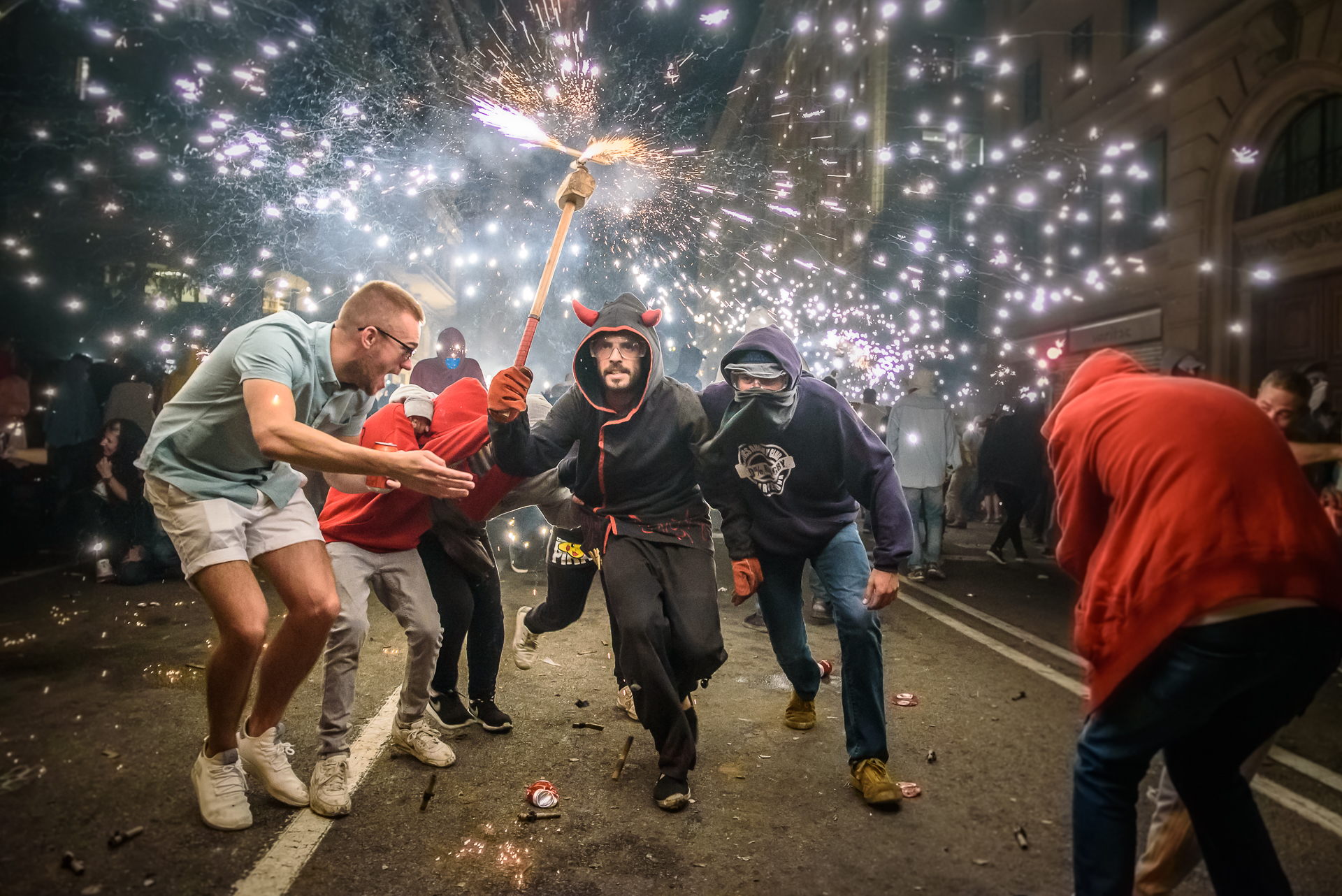
Correfuegos durante las fiestas de 2017

La Merced, en catalán La Mercè, es la fiesta mayor de la ciudad de Barcelona, España. Se celebra cada año alrededor del 24 de septiembre, día de la Virgen de la Merced. Dura cerca de una semana y tiene lugar en diversos espacios públicos de la ciudad. Reúne anualmente entre 1.5 y 2 millones de personas en torno a diferentes actividades culturales, artísticas y festivas, siendo la fiesta más multitudinaria de todas las que se celebran en Barcelona. Su origen se sitúa en el año 1902, cuando el Ayuntamiento confeccionó por primera vez un programa de actos extraordinarios para celebrar la festividad de la Virgen de la Merced (Mare de Déu de la Mercè en catalán). En el año 1980 fue declarada Fiesta de Interés Turístico Nacional.

## Orígenes
La fiesta rinde homenaje a la patrona de Barcelona, a quien se atribuyen una serie de milagros vinculados a la ciudad. La tradición dice que el 24 de septiembre de 1218 la Virgen de la Merced se apareció simultáneamente al rey Jaime I de Aragón, al santo Pedro Nolasco y al santo Raimundo de Peñafort y les encomendó que instituyeran una orden religiosa para rescatar los cristianos rehenes en tierras sarracenas.Siglos más tarde, en 1687, Barcelona fue atacada por una plaga de langostas y el pueblo invocó la protección a la Virgen de la Merced. Cuando la plaga finalizó, la proclamaron patrona de la diócesis de Barcelona, aunque no lo fue de manera oficial hasta el 1868, con el papa Pío IX. En ese año Barcelona comenzó a celebrar fiestas religiosas y populares en honor de la Virgen de la Merced, alrededor del 24 de septiembre.
El año 1902 se le dio un nuevo impulso a esta fiesta con cabalgatas inéditas, un primer encuentro de gigantes de toda Cataluña, un primer concurso de castells y la divulgación de la sardana, una danza de la comarca del Ampurdán que estaba ganando popularidad por toda Cataluña. El objetivo era mostrar la diversidad folclórica del país con varias expresiones de la cultura popular, muchas de las cuales habían desaparecido en la ciudad: castells, sardanas, bailes de bastones, bailes de diablos, muestras de gigantes y bestiario, etc.
Los enfrentamientos constantes entre los partidarios de una fiesta religiosa y conservadora y quienes defendían una fiesta laica, con cabalgatas folclóricas, calles engalanadas, bailes y espectáculos pirotécnicos, hicieron que la celebración se debilitara entre los años 1920 y 1930. Y después de la guerra civil (1936-1939) la fiesta adoptó un cariz de exaltación nacionalcatólica y social del franquismo. En los años sesenta se empezaron a incluir algunas muestras folclóricas.
Las fiestas de la Merced tal y como las conocemos hoy nacen con la Transición española, cuando el Ayuntamiento de Barcelona decide transformar totalmente la fiesta mayor de la ciudad en una celebración en que las muestras de cultura popular y la ciudadanía tomaran la calle de manera lúdica. Desde entonces se le ha querido dar un carácter eminentemente popular y de máxima participación ciudadana.
De entre las costumbres de introducción más recientes que han tenido una fuerte repercusión, destaca la Feria de Vinos de Cataluña, el correfoc y el maratón popular, siendo especialmente popular el "Piromusical" (un gran castillo de fuegos artificiales coordinado con la Fuente Mágica de Montjuic que explotan de manera sincronizada con la música elegida).

## Pregón
El pregón es el discurso inaugural de la fiesta mayor. Habitualmente lo escribe y lo lee una personalidad remarcable vinculada a la ciudad. Desde 1977, las personas encargadas de pronunciar el pregón han sido:
- 1977: Josep Benet, político, historiador y editor
- 1978: Josep Lluís Sert, arquitecto
- 1979: Josep Maria Llompart, poeta y ensayista
- 1980: Mercè Rodoreda, escritora
- 1981: Josep Maria Castellet, escritor, crítico literario y editor
- 1982: Maria Aurèlia Capmany, novelista, dramaturga y ensayista
- 1983: Mikel de Epalza, arabista, historiador y traductor
- 1984: Martín de Riquer, filólogo y medievalista
- 1985: Luis Carandell, periodista y escritor
- 1986: Jack Lang, político
- 1987: Eduardo Mendoza, escritor
- 1988: José Carreras, tenor
- 1989: Núria Espert, actriz
- 1990: Jorge Semprún, escritor, intelectual y político
- 1991: Narcís Serra, economista y político
- 1992: Juan Antonio Samaranch, empresario y político
- 1993: Bernard Kouchner, médico y político
- 1994: Oriol Bohigas, arquitecto
- 1995: Tarik Kupusovic, alcalde de Sarajevo
- 1996: Rafael Moneo, arquitecto navarro
- 1997: Yehudi Menuhin, violinista y director de orquesta estadounidense
- 1998: Eusebio Leal, historiador cubano
- 1999: Maruja Torres, periodista y escritora catalana
- 2000: Robert Hughes, escritor y crítico australiano[10]
- 2001: José Antonio Marina, ensayista y filósofo manchego
- 2002: Valentí Fuster, cardiólogo catalán
- 2003: Fátima Mernissi, escritora feminista y socióloga marroquí
- 2004: Carlos Ruiz Zafón, escritor catalán
- 2005: Rosa Regàs, escritora catalana[11]
- 2006: Elvira Lindo, escritora andaluza
- 2007: Josefina Castellví, oceanógrafa y bióloga[12]
- 2008: Jaume Sisa, cantante catalán[13]
- 2009: Montserrat Carulla y Vicky Peña, actrices catalanas[14]
- 2010: Joan Margarit, poeta y arquitecto catalán[15]
- 2011: Joaquim Maria Puyal, periodista catalán[16]
- 2012: Lluís Torner, investigador catalán
- 2013: Ferran Adrià, cocinero[17]
- 2014: Núria Gispert, maestra, política y activista[18]
- 2015: Andreu Buenafuente, periodista y humorista[19]
- 2016: Javier Pérez Andújar, escritor[20]
- 2017: Marina Garcés, filósofa[21]
- 2018: Leticia Dolera, actriz y directora[n. 1][22][23]
- 2019: Manuela Carmena, jueza, abogada laboralista, política y exalcaldesa de Madrid[24]
- 2020: Tortell Poltrona, payaso[25]
- 2021: Custodia Moreno, enfermera y líder vecinal[26]
- 2022: Carla Simón, Directora de cine
- 2023: Najat El Hachmi, Escritora y activista feminista
- 2024: Carme Solé Vendrell, Ilustradora y escritora